# Museum für brandenburgische Kirchen- und Kulturgeschichte des Mittelalters

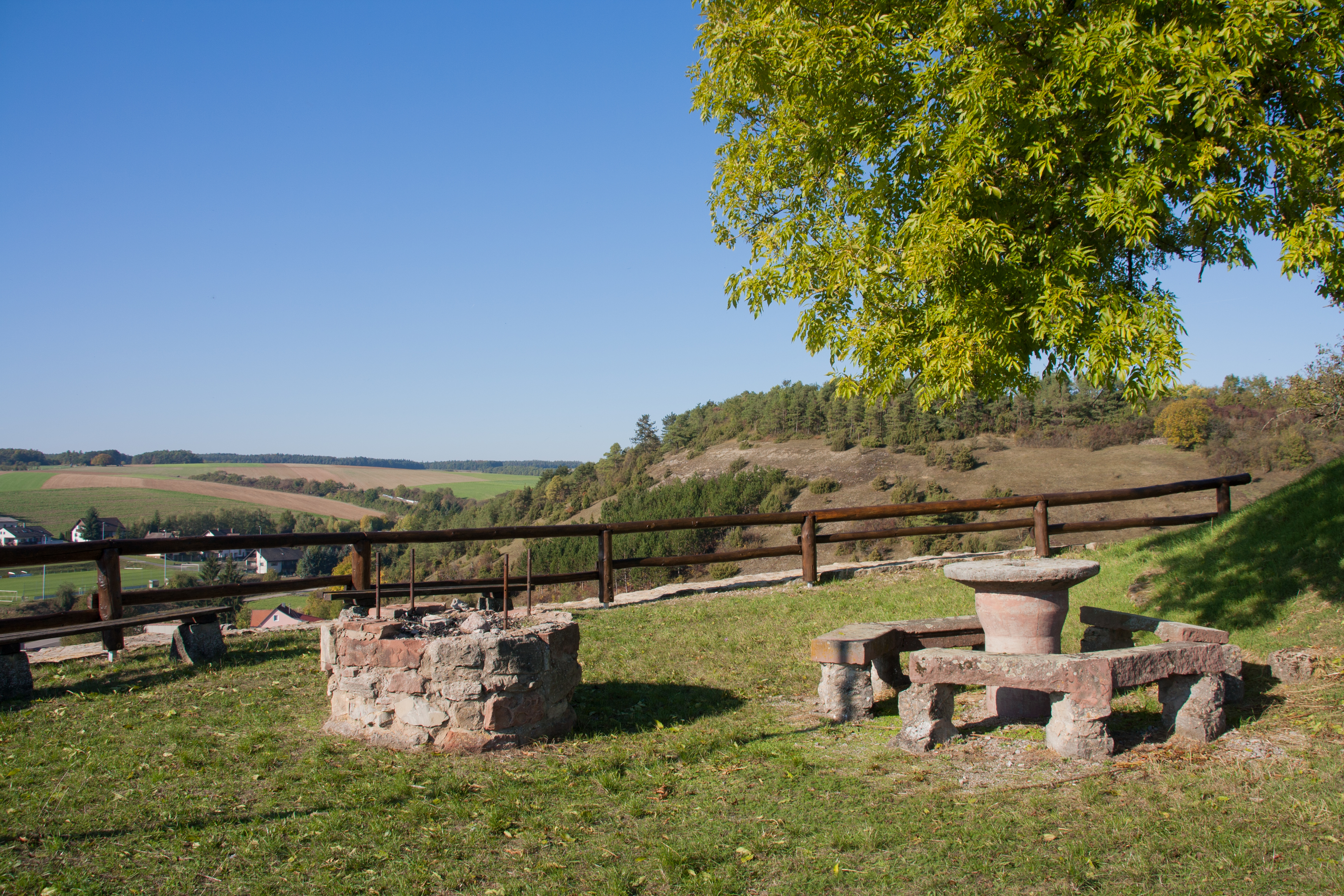
Palas der Burg Ziesar vom Museum für brandenburgische Kirchen- und Kulturgeschichte des Mittelalters genutzt

Das Museum für brandenburgische Kirchen- und Kulturgeschichte des Mittelalters mit seiner Dauerausstellung „Wege in die Himmelsstadt“ wurde am 13. Mai 2005 in der Bischofsresidenz Burg Ziesar eröffnet. Zum Museum gehören der Glassaal für Veranstaltungen, der Bergfried und ein Bereich für Sonderausstellungen. Vom Museum mit betreut wird auch die Kapelle St. Peter und Paul der Burg Ziesar.

## Dauerausstellung

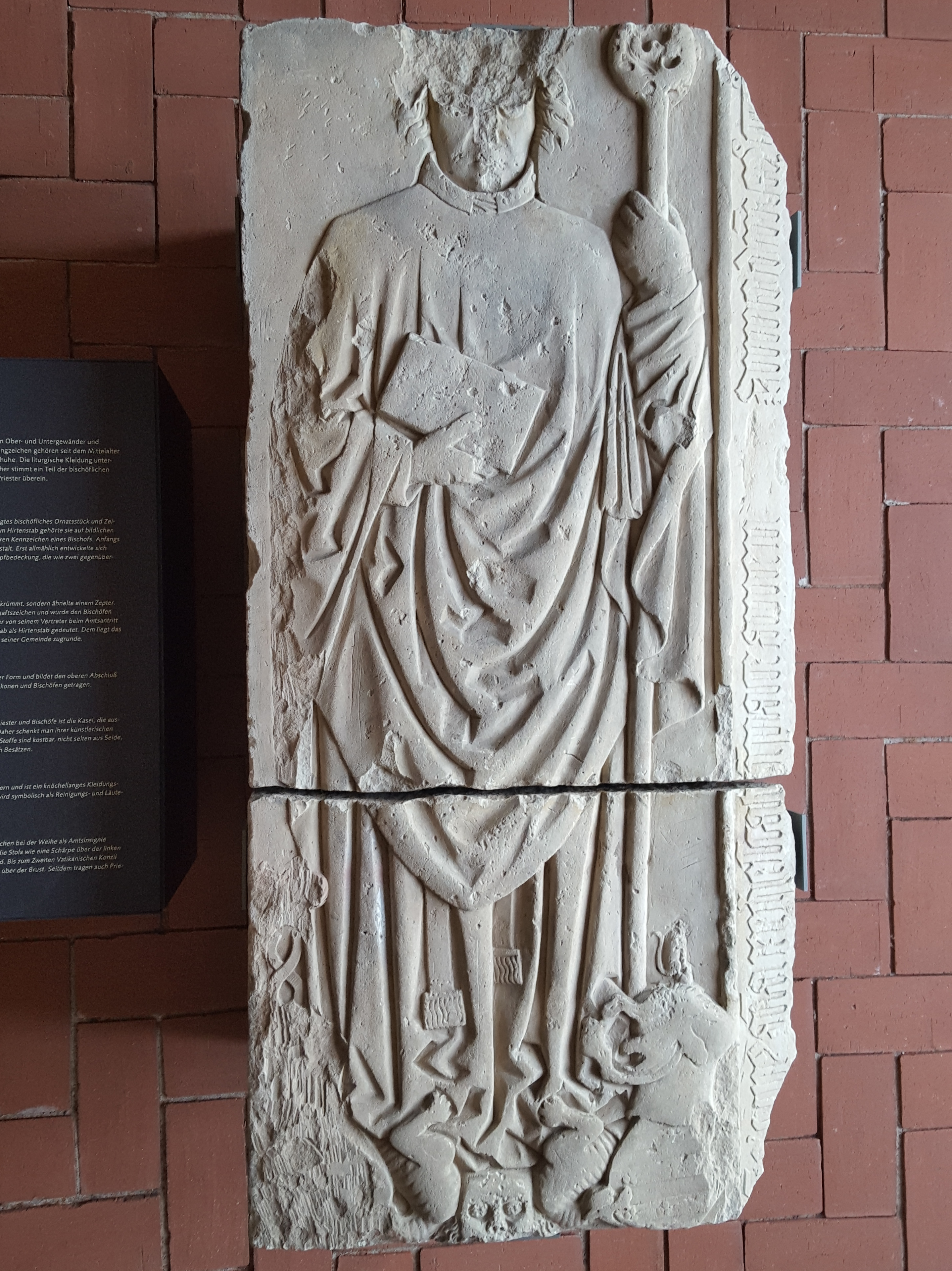
Grabplatte mit Darstellung des Bischofs Dietrich IV.

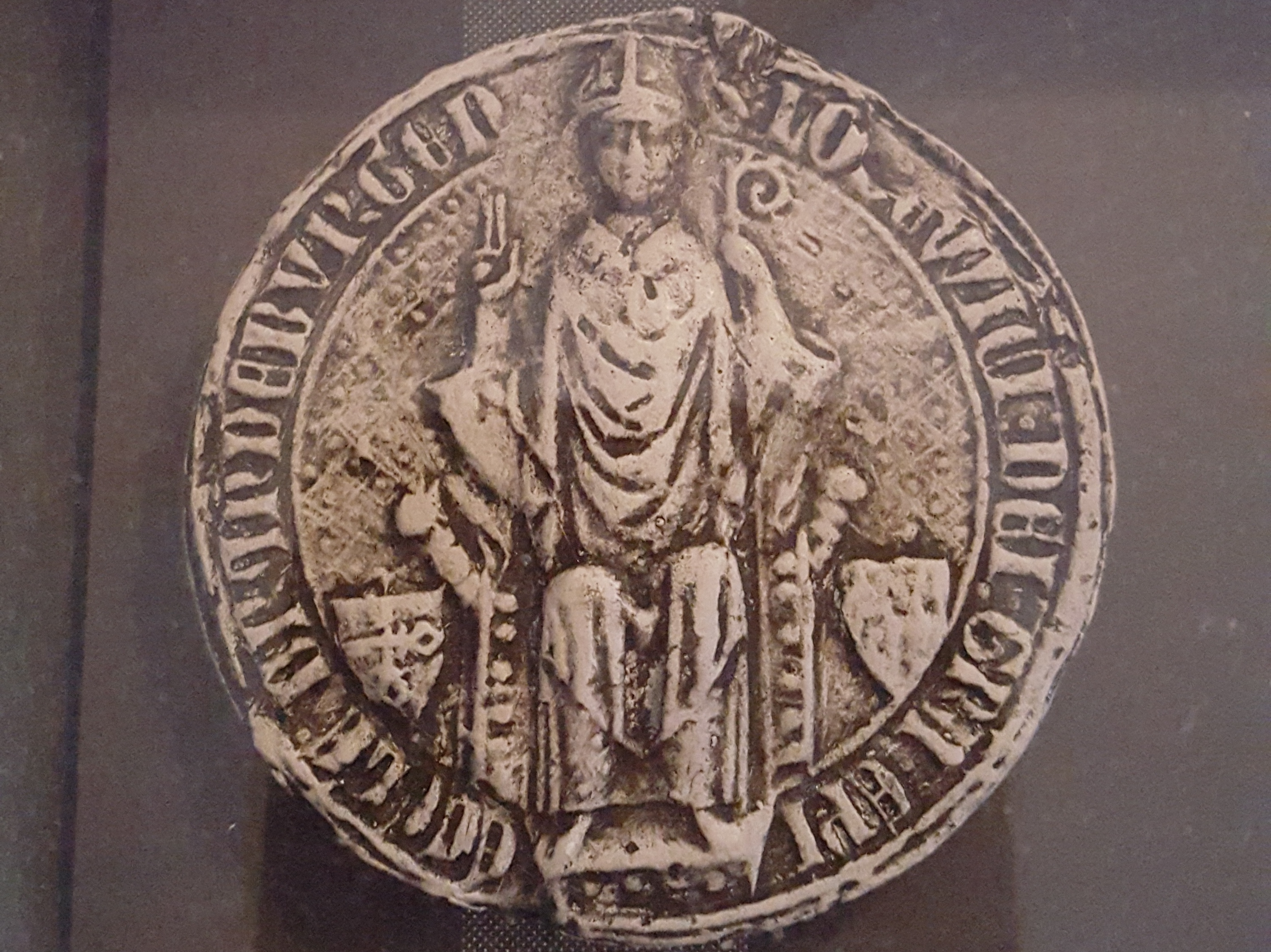
Bischöfliches Siegel Ludwigs Schenk von Neindorf

Die Dauerausstellung „Wege in die Himmelsstadt“ ist im Palas, dem Wohngebäude der Bischöfe von Brandenburg in der Burg Ziesar, untergebracht. Die Ausstellung stellt die Burg mit ihrer vielschichtigen Architektur in den Mittelpunkt. Relikte aus der Bau- und Nutzungsgeschichte und die vorhandenen Räume sind Ausstellungsobjekte.
Ausgehend von diesen Grundüberlegungen wurde auf dem Weg zur Ausstellung das Konzept der „zwei Themenwege“ entwickelt. Der eine Weg, der burgseitige, gilt der Burg und ihrer Baugeschichte. Er vermittelt anhand von 73 Exponaten an den Wänden und am Boden eine vielfältige Nutzungsgeschichte vom Mittelalter bis in die Gegenwart. Der andere Weg, der auch mit „himmelwärts“ umschrieben werden kann, widmet sich der Geschichte der mittelalterlichen Christianisierung im Brandenburger Raum und ihren überregionalen Zusammenhängen. Er vermittelt Anspruch und Wirksamwerden des Christentums, zeigt die Macht des Glaubens, die Bischöfe als Träger weltlicher und geistlicher Herrschaftsrechte und ihre Stellung in der mittelalterlichen römischen Kirche, im Heiligen Römischen Reich und in ihrer Residenz Ziesar.
Beide Ausstellungsstränge vereinen sich im Jerusalemsaal. Seine sakralen mittelalterlichen Bildmotive machen ihn zum Zentrum der Ausstellung. Zum einen sind sie als Befund bedeutend, zum anderen werden die Malereien, verstanden als Zeugnis der Bau- und Nutzungsgeschichte, mit ihren Botschaften zugleich zum Thema des „himmelwärtigen“ Ausstellungsstranges.

## Sonderausstellung
Die Sonderausstellung beherbergt Exponate und Informationen zu regelmäßig wechselnden Themen. Bisherige Ausstellungen waren:
- 100. Todestag von Karl May – Ziesar und Karl May
- Tausend Jahre Wissen – Die Rekonstruktion der Bibliothek der Reichsabtei Corvey
- RAUBRITTER UND SCHÖNE MADONNEN – Die Quitzows im Bild der märkischen Geschichte
- Eisenbahngeschichte(n) in und um Ziesar
- Rabenschnabel und Hodendolch – Schutz- und Trutzwaffen der Ritter
- Johannes Calvin und die Reformierten in Mitteldeutschland
- Wieland Rödel: Kirchen – Burgen – Kathedralen (Malerei)
- Ziegel Rot – Collagen – Pigmente – Malerei
- Doppelte Blicke – Otto Altenkirch und Günther Dietz – zwei Maler aus Ziesar
- Pyramiden in Brandenburg
- Wielkopolska – Die Wiege des Christentums in Polen.

## Forschung
Eine wichtige Aufgabe des Museums ist die wissenschaftlichen Erforschung der bischöflichen Residenz Ziesar. Dazu gehört die Geschichte des Ortes selbst, die Bau- und Nutzungsgeschichte der Burganlage, das Wirken der Bischöfe, ihr Hofstaat und die Hofkultur, liturgische Gedenkorte, Architektur und Wandmalerei. Neben den Forschungsaufgaben, die aus der unmittelbaren Arbeit im Museum resultieren, werden mit verschiedenen wissenschaftlichen Partnern gemeinsame Projekte, Tagungen und andere Vorhaben entwickelt und durchgeführt. Die dabei erzielten Ergebnisse fließen in die Arbeit des Museums ein.